# Robert Suderberg
Robert Suderberg   (Spencer, 28 de gener de 1936 - Williamstown, 22 d'abril de 2013) va ser un compositor, director i pianista estatunidenc.

## Biografia
Fill d'un trombonista de jazz (Richardson 1984, 885), Suderburg va estudiar composició amb Paul Fetler a la Universitat de Minnesota, on va obtenir el BA el 1957. Va fer estudis de postgrau amb Richard Donovan a la Universitat Yale (MM 1960), i amb George Rochberg a la Universitat de Pennsilvània, on es va doctorar el 1966 amb una dissertació "Cohesió tonal en la música de dotze tons de Schönberg".
Després d'ensenyar al "Bryn Mawr College", a l'Acadèmia de Música de Filadèlfia i a la Universitat de Pennsilvània, el 1966 va ser nomenat professor de la Universitat de Washington a Seattle, on també va esdevenir director associat del Grup Contemporani de la Universitat de Washington (Clarke 1967, 398), i hi va ensenyar fins al 1974. Del 1974 al 1984 va ser canceller de la "North Carolina School of the Arts" i el 1985 es va incorporar a la facultat de música del "Williams College" de Williamstown, Massachusetts. Va ocupar la presidència del departament del 1986 al 1995. El 1994 va ser nomenat per a una càtedra designada i va continuar donant classes fins a la seva jubilació el 2001.
Les composicions de Suderburg han estat publicades per Theodore Presser i interpretades a nivell nacional i internacional per les principals orquestres, conjunts i artistes solistes com el famós percussionista Michael Bookspan, incloses lOrquestra de Filadèlfia, les simfòniques de Seattle i Carolina del Nord i el Quartet de corda de Filadèlfia. Les seves obres i actuacions han estat enregistrades per "Columbia, Vox" i "Delfon", entre d'altres. Suderburg va ensenyar música al "Williams College" a partir del 1985, es va convertir en compositor resident allà el 1986 i va ocupar la presidència del Departament de Música del 1986 al 1995. Es va retirar el 2001. Suderburg va dirigir i ensenyar a "Bryn Mawr", l'Acadèmia Musical de Filadèlfia, la Universitat de Pennsilvània i la Universitat de la Ciutat de Nova York. També va ser codirector del Grup Contemporani de la Universitat de Washington (1966-1974), i president del "Cornish Institute" de Seattle (1984-1985). Va formar part de nombrosos consells i panells, inclòs el "National Endowment for the Arts (NEA) Composers Panel" del 1975 al 1981. Va rebre beques, honors i premis, incloent dues beques Guggenheim, dues beques NEA, nombrosos premis ASCAP, premis del "Rockefeller Foundation" i el "American Music Center", el premi USIA i altres.

## Estil musical
Les primeres composicions de Suderburg eren seriades, però a finals dels anys seixanta va abandonar la tècnica de dotze tons i es va dedicar a un estil molt personal, líric, bàsicament neoromàntic. El seu llenguatge musical és en gran part modal, predominant el frigi i el lidio, i adopta ocasionalment patrons d'escala característics de les tradicions no occidentals, com els de la música koto japonesa. Els setens majors i els novens menors creixen són intervals melòdics afavorits, i les seves harmonies sovint presenten sons derivats del setè major i del setè major amb quarts acords afegits. Tendeix a utilitzar tempos subjacents de moderats a lents, però amb ritmes superficials actius i flexibles, que suggereixen improvisacions (Carlsen 2001).